# Irene Gattilusio
Irene Gattilusio, född på 1300-talet, död år 1440, var en bysantinsk kejsarinna, gift 1397 med sin syssling Johannes VII Palaiologos.
Hon var dotter till Francesco II av Lesbos, som var dotterson till kejsar Andronikos III, och Valentina Doria. 
Hennes man hade varit kejsare av Bysans 1390 då han tillfälligt avsatte sin farfar och sedan fått behålla området Selymbria tack vare Bayezid I. Då kejsaren 1399–1402 befann sig i Europa utnämndes maken till medkejsare och regent i Konstantinopel under kejsarens frånvaro. Kejsaren återvände till Konstantinopel 1402 och förvisade paret från staden 1403. De höll därefter hov i Thessaloniki som kejsare och kejsarinna. 
Vid makens död 1408 blev Irene nunna på Lemnos under namnet Eugenia.